# ديواونغ تو هيونغ
ديواونغ تو هيونغ (بالفيتنامية: Dương Thu Hương)‏ (1947 في فيتنام)؛ كاتِبة وروائية فيتنامية.

## الجوائز
- جوائز الأمير كلاوس